# 张守攻
张守攻（1957年7月—），男，安徽怀远人，中华人民共和国林学家，研究员、博士生导师，享受国务院政府特殊津贴专家，中国工程院院士，曾任中国林业科学研究院院长。

## 生平
张守攻是中国共产党党员。1982年，自安徽农学院毕业并留校任教。1986年到1990年，在北京林业大学森林经理专业学习，获农学博士学位。
1990年被分配到中国林业科学研究院林业研究所工作，历任林业研究所经营室副主任、主任。1994年任林业研究所副所长。1995年任林业研究所所长。1997年任中国林业科学研究院副院长。2002年任中国林业科学研究院常务副院长。2007年任中国林业科学研究院院长。2018年11月卸任中国林业科学研究院院长。
2018年2月24日，当选为第十三届全国人大代表。同年当选全国人大环境与资源保护委员会副主任委员。

## 社会兼职
兼任中国林学会副理事长，福建省人民政府科技顾问，当选中共十七大代表、中央国家机关党代表等。

## 学术贡献
张守攻是中国人工林培育集成技术体系和森林可持续经营研究领域主要学术带头人之一，长期研究森林培育和森林经理，开展落叶松品质改良、繁殖工程、林分经营技术及应用基础研究。第一次在森林经营模型中实现了林分生长模型系统与产品预估模型重构；完成了落叶松生态育种区的划分，建立了长期育种和良种生产体系；构建了落叶松培育集成技术；建成了落叶松遗传改良、良种繁育、定向培育工程体系。
截至2017年，张守攻获国家科技进步二等奖3项，省部级科技进步一等奖2项、二等奖1项；国际发明专利1项、国家发明专利13项；发表学术论文263篇（其中SCI收录42篇），出版专著7部。